# Ophion caudatus
Ophion caudatus là một loài tò vò trong họ Ichneumonidae.